# Президент Індії

Штандарт президента Республіки Індія

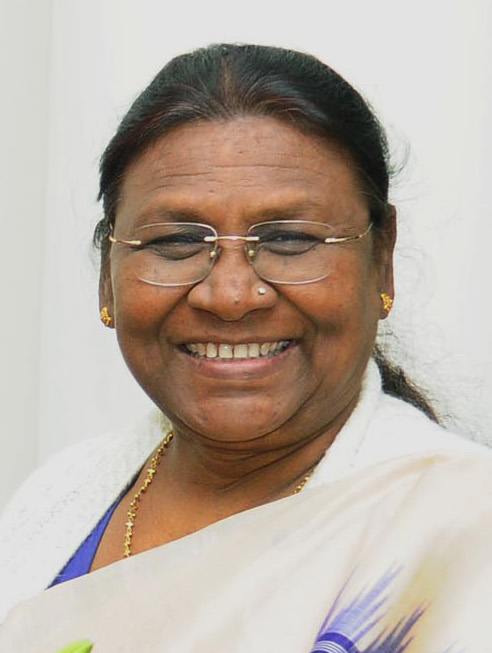
Драупаді Мурму, діючий президент Індії

Президент Індії (англ. President of India) або Раштрапаті (гінді राष्ट्रपति) — глава держави Індійської Республіки, перший громадянин Індії, Верховний головнокомандувач її Збройних сил. Теоретично, президент володіє значною владою, але на практиці, за деякими винятками, більшість владних повноважень здійснюються Радою міністрів Індійської Республіки, на чолі з прем'єр-міністром. Президент, здебільшого, виконує представницькі функції, лише формально затверджуючи рішення ради міністрів та парламенту. У ряді випадків він має право розпустити парламенти штатів, а також володіє правом помилування засуджених.

## Список
Список глав держав Індії
1. Раджендра Прасад 1950—1962
2. Сарвепаллі Радхакришнан 1962—1967
3. Закір Хусейн 1967—1969
4. Варахаґірі Венката Ґірі 1969—1974
5. Фахрутдін Алі Ахмед 1974—1977
6. Неєлам Санджіва Редді 1977—1982
7. Заїл Сінґх 1982—1987
8. Рамасвамі Венкатараман 1987—1992
9. Шанкар Шарму 1992—1997
10. Кочеріл Раман Нараянан 1997—2002
11. Абдул Калам 2002—2007
12. Пратібха Патіл 2007—2012
13. Пранаб Кумар Мукерджі 2012—2017
14. Рам Натх Ковінд 2017-2022
15. Драупаді Мурму від 2022